# Guadalcanalkauz
Der Guadalcanalkauz (Athene granti; Syn. Ninox granti) ist eine wenig erforschte Eulenart aus der Gattung der Steinkäuze (Athene). Er ist auf der Salomoneninsel Guadalcanal endemisch. Das Handbook of the Birds of the World führte Ninox granti seit 2014 als eigenständige Art.

## Merkmale
Der Guadalcanalkauz erreicht eine Größe von 24 cm. Bei drei gemessenen Exemplaren beträgt die Flügellänge 178 bis 183 mm und bei zwei gemessenen Individuen beträgt die Schwanzlänge 92 und 104 mm. Die Augenbrauen und die Kehle sind weiß. Die Oberseite ist lebhaft braun. Oberkopf und Flügeldecken zeigen weiße Flecken. Die Unterseite ist weißlich mit einer braunen Bänderung. Die Iris ist üblicherweise gelb oder orangegelb, weniger häufig bräunlichgelb. Die juvenilen Vögel sind einfarbig dunkelbraun mit weißen Flügel- und Schwanzbinden. Die Unterseite ist bei ihnen undeutlich weiß gebändert.

## Lautäußerungen
Der Ruf besteht aus einer monotonen Reihe von „poop“-Tönen, die gelegentlich in Höhe und Zeitspanne variieren. Eine Reihe dauert mehrere Minuten. Die Paare duettieren mit wechselnden „who-ha, who-ha“-Tönen. Manchmal entwickeln sich die Töne zu einem schrillen „poop“-Duett. 

## Lebensraum und Lebensweise
Der Guadalcanalkauz bewohnt Tiefland- und Vorgebirgswälder, einschließlich Waldränder und Waldparzellen, in Höhenlagen bis zu 1500 m. Er ruht tagsüber im Dickicht und ist nachts im Unterholz oder in der Mittelschicht der Bäume aktiv. Weitere Informationen über seine Lebensweise sowie über sein Nahrungs- und Fortpflanzungsverhalten sind nicht bekannt.

## Etymologie und Forschungsgeschichte
Die Erstbeschreibung des Guadalcanalkauzes erfolgte 1888 durch Richard Bowdler Sharpe unter dem Namen Ninox granti. Das Typusexemplare wurden Charles Morris Woodford (1853–1927) auf Guadalcanal gesammelt. Häufig findet man ihn in älterer Literatur als Unterart des Salomonenkauzes (Ninox jacquinoti). Lange wurde er unter der Gattung Ninox Hodgson, 1837 geführt. Neuere wissenschaftliche Erkenntnisse schlugen den Guadalcanalkauz der von Friedrich Boie 1822 eingeführten Gattung Athene zu. Dieser Name leitet sich von der griechischen Göttin Athene ab, deren Lieblingsvogel die Eule war. Das Artepitheton granti ehrt William Robert Ogilvie-Grant.

## Status
Die IUCN klassifiziert den Guadalcanalkauz in der Kategorie gefährdet (vulnerable). Er wird als ziemlich häufig beschrieben mit einem Bestand von 2.500 bis 10.000 Altvögeln, jedoch mit einer abnehmenden Populationstendenz. Forschungsarbeit hinsichtlich der Bestandsgröße, der Lebensweise und der Toleranz gegenüber Lebensraumveränderungen ist nötig.